# Хасеґава Судзука
Хасеґава Судзука (25 січня 2000) — японська плавчиня.
Учасниця Олімпійських Ігор 2016 року.
Призерка Чемпіонату світу з плавання на короткій воді 2018 року.
Призерка Азійських ігор 2018 року.
Призерка Чемпіонату світу з плавання серед юніорів 2017 року.